# Judith Leyster

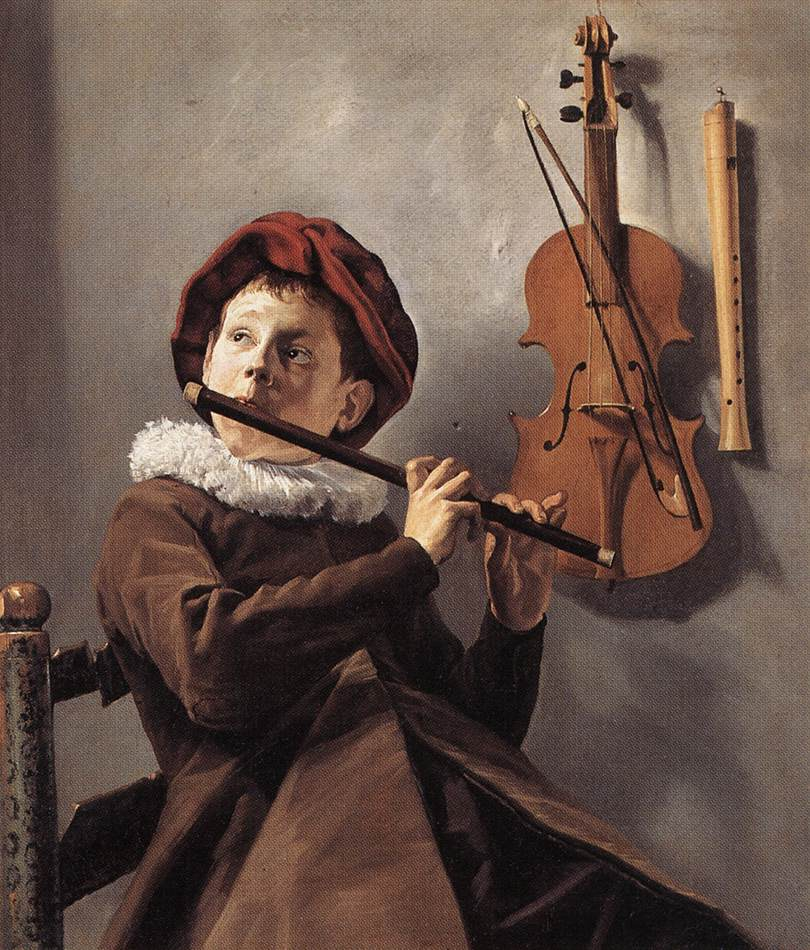
Judith Leyster – Flöjtspelande gosse (cirka 1635), Nationalmuseum, Stockholm.

Judith Leyster, född 28 juli 1609 i Haarlem, död 10 februari 1660 i Heemstede, Nederländerna, var en nederländsk genre- och porträttmålare, verksam i Haarlem. Hon var gift med målaren Jan Miense Molenaer.

## Biografi
Judith Leyster, som eventuellt var elev till Frans Hals, vann under sin livstid viss berömmelse som målare men råkade under tidernas lopp i fullständig glömska. Hennes målningar, vanligen föreställande enstaka personer som dricker eller hanterar något musikinstrument, tillskrevs i regel Frans Hals och såldes som arbeten av den store mästaren, ofta till högt pris, ända till dess konsthistorikern Cornelius Hofstede de Groot 1893 lyckades dechiffrera hennes förut olösta monogram (ett J och ett L med en stjärna; Leyster betyder "ledstjärna"). 
I målningen Förslaget (1631) skildrar Leyster hur en kvinna struntar i den avbildade mannen och hans ovälkomna uppvaktning och avvisar hans, med mynt fyllda, framsträckta hand.
Hennes verk finns bland annat i Frans Halsmuseum i Haarlem, i National Gallery i London, i National Gallery of Art i Washington, i Rijksmuseum och Six-samlingen i Amsterdam, i Mauritshuis i Haag och i Galleria Corsini i Rom. I Nationalmuseum i Stockholm finns Flöjtspelande gosse, som har ansetts som hennes främsta arbete, förr också det tillskrivet Frans Hals och senare Jan de Bray.